# Takashi Kosugi
Takashi Kosugi (小杉 隆, Kosugi Takashi), né le 25 septembre 1935 est un politicien japonais membre du Parti libéral-démocrate et membre de la Chambre des représentants à la Diète. Né dans l'arrondissement spécial Meguro de Tokyo et diplômé de l'Université de Tokyo, il a servi dans l'assemblée de Tokyo pendant quatre mandats depuis 1965. Il a été élu à la Chambre des représentants pour la première fois en 1980 en tant que membre du nouveau club libéral (en) en 1980, après une tentative infructueuse en 1979.

## Source de la traduction
- (en) Cet article est partiellement ou en totalité issu de l’article de Wikipédia en anglais intitulé « Takashi Kosugi » (voir la liste des auteurs).